# Pamětník rolní
Pamětník rolní (Acinos arvensis, resp. Clinopodium acinos), též marulka pamětník, je jednoletá i víceletá (až tříletá) bylina z čeledi hluchavkovité (Lamiaceae) s fialovými květy.

## Popis
Čtyřhranná lodyha pamětníku rolního dosahuje výšky 10–40 cm, je přímá až vystoupavá a ve spodní části se větví. Listy této rostliny mají pýřité trichomy, tvarem jsou vejčité, kosníkovité či okrouhlé, s velmi krátkým řapíkem a ve spodní části celokrajné.
Koruny květu jsou zbarvené světle až tmavě fialově, růžově či vzácně bíle, dlouhé jsou nejčastěji 6–8 mm. Seskupují se do lichopřeslenů po dvou až osmi. Marulka pamětník kvete od května do července.

## Taxonomie
Druh z taxonomicky složitého komplexu rodů Calamintha – Satureja – Micromeria – Acinos – Clinopodium, mezi nimiž docházelo v minulosti k mnoha přesunům a jejichž přesné systematické vymezení a vzájemné příbuzenské vazby jsou značně složité. Většinou aktuálních světových zdrojů je rostlina řazena do rodu klinopád (Clinopodium).

### Poddruhy
U této rostliny rozlišujeme dva poddruhy:
- pamětník rolní pravý (A. a. subsp. arvensis) – na kalichu má všude ± stejné chlupy na žilkách, mimo žilky jsou žláznaté trichomy
- pamětník rolní chlupatý (A. a. subsp. villosus) – roste především na jižní Moravě, má nestejně dlouhé chlupy na žilkách kalichu, jen roztroušené žláznaté trichomy nebo vůbec žádné

## Rozšíření a biotopy

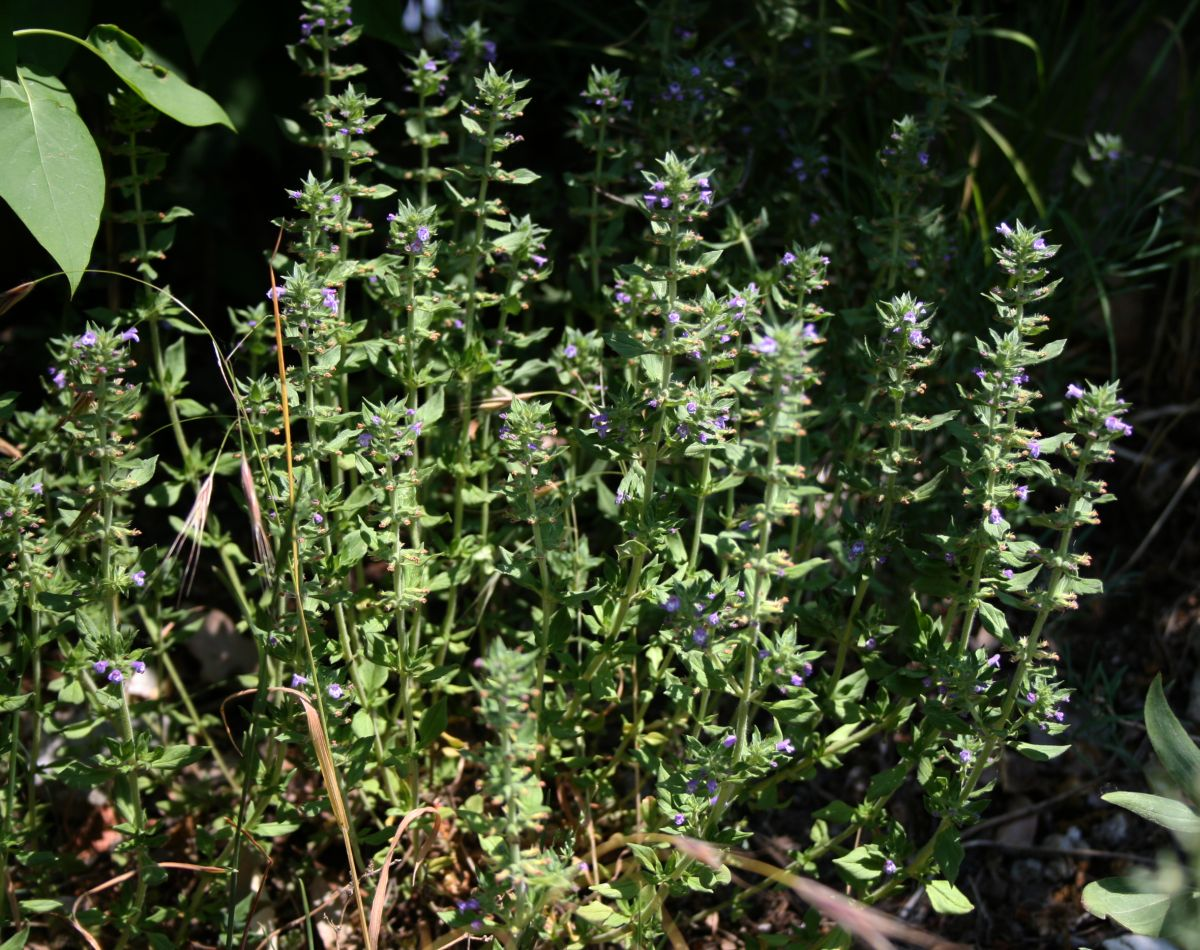
Celkový habitus

Tento druh se primárně vyskytuje v Evropě a sekundárně v Severní Americe, kam byl zavlečen. Jeho přirozený výskyt sahá od střední Skandinávie až na jih (Středomoří, Turecko) a na východ až do evropské části Ruska. V ČR roste především v teplejších oblastech.
Pamětník rolní vyhledává různé svažité křoviny i louky, roste i na sutích a náspech, na polích a vinicích i v lomech, zejména na sušších půdách a na místech s dostatkem světla.